# Psychopsis coelivagus
Psychopsis coelivagus là một loài côn trùng trong họ Psychopsidae thuộc bộ Neuroptera. Loài này được Walker miêu tả năm 1853.